# Metodologia della formazione
La metodologia della formazione è essenzialmente riflessione sui metodi per progettare e attuare la formazione. Essa si distingue dal "metodo" in quanto la si può definire come un corpo di pratiche, procedure e regole utilizzate da coloro che si occupano di una disciplina. Il metodo è invece: un mezzo o modo di procedere, in particolare modo regolare e sistematico di realizzare qualcosa; “avere il senso della strada tracciata”.

## Definizione
Metodologia è essenzialmente la riflessione sui metodi. La metodologia della formazione rappresenta un costante esercizio di studio e di riflessione sulle modalità di come collocare “in situazione” l'evento formativo , di come allenarsi a pensare la formazione, a trasformare in azione l'idea formativa, a individuare un metodo, a tracciare le traiettorie di un progetto, a inserire nel percorso scelto le tecniche necessarie, a descrivere e a condurre la pratica formativa, a puntare agli obiettivi possibili, a misurare l'effetto di ricaduta in itinere e a conclusione. Non si tratta solamente di fare teorie sulla formazione, ma di pensare la formazione, come riferimento d'obbligo tra il pensare e l'agire formativo.* La metodologia può significare stimolare e generare domande , valori, progetti e itinerari nuovi. Essa non insegna metodi ma insegna a ricercare e a discutere in maniera critica attorno ad essi, in ogni campo d'applicazione, per poi tradurli in metodi operativi. Uno dei criteri fortemente significativi del "come fare formazione" e di una aggiornata metodologia è quello che punta ad una buona capacità di relazioni umane e didattiche. L'arte del formatore consiste nello sviluppo di una sensibilità per riuscire a calibrare in modo sapiente ed empatico le differenze, da favorire l'apprendimento di tutti i partecipanti, nella buona prospettiva di ridurre le resistenze al cambiamento. Hubert Jaoui pensa alla formazione non solo o non più come ad un atto dovuto ma piuttosto come ad un luogo di scambio, di godimento reciproco inteso come piacimento di crescita, autoaffermazione, di donazione, di realizzazione, di rigenerazione .

## Evoluzione delle metodologie della formazione
Negli anni 70 la formazione avviene tutt'al più in aula : arrivano in Italia la formazione manageriale e le prime Business School; le azioni sono centrate sull'allievo/studente verso lo sviluppo di metodi attivi e apprendimento orizzontale; è qui che cresce la domanda di partecipazione, di co-produzione e di conoscenza e l'istruzione diventa formazione. Nascono i primi metodi attivi di formazione (diagnosi, scelta, simulazione in ambienti "situati") in cui si avverte l'esigenza di porre al centro del processo educativo lo studente e di ridefinire il ruolo del docente.
Verso gli anni 80 le dinamiche di apprendimento non si basano solo sul passaggio dei contenuti ma specialmente sui processi emotivo-relazionali e la formazione si presenta come funzione integrativa e di accompagnamento del percorso di carriera dei dirigenti; ci si sposta sempre più verso aree comportamentali (saper essere, fattori di senso e d'identità, appartenenza, fiducia, lavoro in team).
Negli anni 90 la formazione si sposta fuori dell'aula: si diffondono le metodologie Outdoor Training con esercitazioni all'aria aperta così che si possano affrontare difficoltà non solo intellettuali ma anche esperienziali. Vengono usati sempre di più i lavori di squadra e la cooperazione con meno formalità burocratiche,con migliori rapporti informali tra le persone, con più senso di autoefficacia e con un nuovo stile di docenza : docente come allenatore, animatore, facilitatore, affiancatore. Aumenta l'offerta Outdoor e Indoor e si diffonde l'Experiential Learning.
Dai primi anni 2000 nella formazione si tende ad andare oltre l'aula coniugando esperienze di "in aula" con metodi di didattica attiva e di "fuori aula" con experiential learning e processi di comunicazione.
Oggi non esiste più competizione tra metodi d'aula e metodi fuori d'aula e i metodi non vengono sostituiti ma integrati : "ri-mediazione". In azienda si ricorre a team di specialisti, a Project Leader con pluralità di ruoli e di competenze in back-office (content provider, pedagogisti) e in front-office (docenti, coach, tutor, operator desk) e le esigenze sono di sviluppo individuale in cui viene valorizzato il capitale umano con attività di counseling, di tutoring, con experiential learning, con E-learning, con assistenza e supporto personalizzato.
| Formatore tradizionale                                                              | Formazione learningorganization                                              |
| ----------------------------------------------------------------------------------- | ---------------------------------------------------------------------------- |
| Focus sulle metodologie didattiche e di insegnamento (teaching)                     | Formatore “facilitatore”                                                     |
| Formatore come docente                                                              | Prevalenza on the job                                                        |
| Prevalenza in aula                                                                  | Risorse prevalentemente interne                                              |
| Risorse prevalentemente esterne                                                     | Know how “presente” nella organizzazione                                     |
| Know how “mancante” nell'organizzazione                                             | Dinamiche del knowhow, quali: diffusione, trasmissione, sviluppo             |
| Contenuti delle competenze, quali: tecniche, gestionali e manageriali               | Ottimizzazione del processo spontaneo in atto di apprendimento               |
| Apporto di contenuti mancanti                                                       | Il tempo di formazione è normale, durante, il lavoro e la vita organizzativa |
| Il tempo di formazione è “speciale”, “fuori” dal normale e dalla vita organizzativa |                                                                              |
| Focus sul processo learning                                                         |                                                                              |

fig.1
Learning Organisation è una denominazione di un nuovo modo di impostare le attività operative di formazione[..]; questo nuovo modello tende ad emergere laddove la formazione tradizionale (basata su corsi e seminari d'aula) ha già avuto un buono sviluppo e, rispetto ad essa, si aggiunge, talvolta includendola e modificandola. Essa sviluppa modalità che permettono di migliorare conoscenze e competenze, che assicurano alla struttura organizzativa una migliore capacità di adattamento al cambiamento, allo sviluppo e alla crescita.

## Tecniche e metodologie della formazione
È comunque ormai convinzione consolidata che nell'insegnamento, non si possa parlare di UN metodo capace di imporsi come IL migliore. Ecco perché , la varietà dei metodi di insegnamento viene spesso riportata a tentativi di classificazione, che forniscono un repertorio organizzato entro il quale operare le proprie scelte.

### Metodi affermativi
il formatore (“maestro”) è detentore della verità, possiede il sapere e il saper fare, chiede all'allievo di eseguire e di imitare. L'allievo è “carta assorbente”, ha solo da imparare, le sue prestazioni vanno rafforzate al termine della prestazione.
I mezzi dei metodi affermativi:
- La scheda o foglio di analisi
- La lezione d'istruzione, l'aiuto, il manuale, il testo (per l'esposizione)
- Il controllo di verifica e il rinforzo
- Far imparare a memoria una sintesi, far prendere appunti
- Interrogazione di gruppo per “verificare” la comprensione
- Produrre delle dimostrazioni scritte, orali o operative
- “Far provare”, “fare spiegare il perché”
- Imparare e fare esercizio

### Metodi interrogativi
il formatore ricorre alla "maieutica", sviluppa un dialogo profondo; il “maestro” sa e possiede il sapere. Le domande seguono un ordine che si sviluppa in una serie di tappe, e l'allievo è guidato dal ragionamento che gli consente di capire altro. La conoscenza non si apprende se non è compresa e il processo non è appreso se non è capito.
I mezzi dei metodi interrogativi:
- Schede metodologiche o fogli di analisi
- Questionari-griglie-risposta
- Schemi-albero
- Controllo con feedback costante
- Domande pertinenti e puntuali (gradualmente complesse)

### Metodi attivi
Il formatore fornisce consulenza, aiuto durante il processo di apprendimento; è guida che aiuta ad apprendere. L'allievo apprende solo attraverso la propria attività e impegno personale, scopre in maniera autonoma, è posto di fronte al problema visto nella sua interezza e complessità.
I mezzi dei metodi attivi:
- Modalità diverse: metodi per progetti – metodi di lavoro di gruppo
- Controllo con valutazione
- Il successo sostiene la motivazione
- La cooperazione sostituisce l'emulazione
- La formazione sul campo, con simulazione di decisione, metodi dei casi, giochi di ruolo
- Progetti di gruppo e gruppi di formazione

### Metodi creativi
Il formatore non interviene direttamente, non dà insegnamenti direttivi, ma lascia che l'allievo usi la propria immaginazione, intelligenza e curiosità. Il “maestro” diventa una guida e un facilitatore, stimola l'immaginazione costruttiva, educa alla spontaneità.

### Metodi e tecniche tradizionali
- Istruzione programmata
- Lezione
- Lettura
- Discussione
- Lo studio e l'analisi di caso: Autocaso – Incident: consiste in una esposizione scritta di un fatto reale o verosimile, come stimolo ad un esercizio di analisi delle cause, degli elementi rilevanti, delle decisioni da prendere. Fasi: I. presentazione della tecnica, del caso e degli obiettivi( lettura individuale e/o eventuale lettura collettiva oppure ascolto del testimone). II. Si dà la possibilità di alcune domande integrative. III. Si procede all'analisi. IV. Si procede alla raccolta/registrazioni delle ipotesi solutive. V. Selezione di una soluzione o di una gamma di soluzioni condivise. VI. Eventuale presentazione in plenaria e discussione finale. Gli obiettivi sono quelli di acquisire capacità di analisi, diagnosi, interpretazione della realtà, decisione, problem-solving, dialogo e confronto. L'ambito di utilizzo può essere quello terapeutico (CASE-WORK TERAP), aziendale (CASE-WORK aziendale) e formativo (CASE-WORK di gruppo). Differenza tra Autocaso e Incident: Autocaso è lo studio e l'analisi di un'esperienza riportata da uno dei partecipanti del gruppo di lavoro; Nell'Incident il caso viene rappresentato al gruppo omettendo alcune informazioni (tra cui la soluzione) che il gruppo dovrà ricercare.[3]
- In basket: è una classica prova di Assessment Center ad esecuzione individuale, in cui il candidato gioca il ruolo di un manager che ha assunto una nuova posizione. Nel tempo assegnato, deve prendere decisioni in merito a problemi contingenti proposti sotto forma di posta in arrivo, memo, messaggi telefonici, fax..., deve organizzare il lavoro, rispondere alla corrispondenza, stabilire piani d'azione, coinvolgere i collaboratori. Utilizzato generalmente su popolazioni di livello manageriale, l'In-basket mette in luce e consente di valutare dimensioni quali: analisi e giudizio, definizione delle priorità, pianificazione, delega, gestione dei rapporti, iniziativa e decisionalità. L'Assessment Center (AC) è una metodologia di indagine in grado di fornire informazioni analitiche circa le competenze, le capacità, le attitudini, le motivazioni e il potenziale di sviluppo delle persone coinvolte.
- Role-play
- Lavoro di gruppo( gruppo di studio, lavoro di progetto): è un metodo/modalità formativa per eccellenza ed indica quelle situazioni in cui l'insieme dei partecipanti ad un'attività esprime il suo modo di organizzarsi e di affrontare lo svolgimento di un compito. È un metodo efficace se chi lo propone come strumento di formazione ne conosce le potenzialità e i rischi e lo fa vivere come campo aperto di significativa esperienza.[3]
- T-group
- Esercitazioni
- L'acquario: consiste nel far osservare un piccolo gruppo di persone ad un altro gruppo che sta lavorando e che non è consapevole di essere osservato. Si realizza facendo lavorare due gruppi nella stessa aula. La tecnica è utile per acquisire capacità di analisi delle modalità di lavoro e delle integrazioni di gruppo.[3]
- Metaplan
- Brainstorming
- Giochi analogici: sono delle tecniche fondate su modalità di azione ludica. Sono molto centrate sul processo(dinamiche personali, interpersonali, sociali, psicologiche, di apprendimento) che fanno agire i partecipanti in situazioni i cui processi siano analoghi a quelli che si vogliono analizzare ed implementare. Fasi: I. presentazione della tecnica e dei suoi obiettivi. II. Spiegazione del gioco, delle sue regole e del suo scopo. III. Svolgimento del gioco nelle sue eventuali fasi individuali e di gruppo. IV. Discussione dei processi attivatisi durante il gioco. Gli obiettivi sono quelli di acquisire consapevolezza dei propri vissuti e la comprensione dei meccanismi psicologici. Esempi di giochi: Il gioco dell' “Astronauta” (missione sulla Luna) e il dilemma dei naufraghi.[3]

### Metodi e ricerche più recenti
- Outdoor development / Outward bound: il nome lo dice: si tratta di qualcosa oltre il confine. Il confine è rappresentato in questo caso proprio dalle condizioni, dalle situazioni, dai problemi abituali di lavoro dei soggetti. Le finalità del metodo sono evidentemente quelle di proporre un percorso di apprendimento dalla realtà, ma in situazioni-limite che richiedano un completo coinvolgimento del soggetto (anche fisico) e in condizioni inabituali, tali da richiedere al soggetto stesso l'utilizzazione di tutte le sue risorse, la ricerca e la sperimentazione attiva in assenza di punti di riferimento stabili e rassicuranti. Questa metodologia educativa si caratterizza in definitiva per il tentativo di “rompere” il confine dell'aula e della classe come riferimenti tradizionali del progetto educativo o dell'apprendimento attendendosi così di “sbloccare” al tempo stesso gli schemi (altrettanto tradizionali) in base ai quali i soggetti apprendono: schemi diventati routinari, dunque rigidi ed inefficaci a garantire apprendimento del nuovo.

- Learning Community / Autonomy laboratory: Learning community si propone come un progetto educativo vincolato al principio che ciascun soggetto è responsabile in prima persona dell'identificazione e della realizzazione dei propri obiettivi di apprendimento, nonché della collaborazione con altri per identificare e realizzare i loro obiettivi. Esso punta inoltre a favorire e agevolare lo sviluppo di un apprendimento significativo per il soggetto nel senso della guida alla piena autonomia. Anche in questo caso, come già per l'outdoor development, il confine dell'aula tradizionale è assai labile: il concetto di “comunità di apprendimento” fa riferimento piuttosto (e anzitutto) alla rete che collega i soggetti, non già alla loro disposizione o collocazione fisica nella stessa stanza. Autonomy laboratory si orienta soprattutto nella direzione di un apprendimento all'autonomia e alla creatività attraverso il riconoscimento e l'utilizzazione da parte dei soggetti della molteplicità delle loro risorse personali. Come per il metodo precedente tuttavia si lavora prevalentemente con materiali tradizionali, anche se l'obiettivo primario di apprendere ad apprendere può richiedere mezzi e risorse fra le più diverse.

- Action Learning / Joint development activities: Join development activities , tende a coincidere in larga misura con action learning. Mentre quest'ultima vincola il modello di apprendimento e la struttura del progetto a problemi nel senso proprio delle cose che non vanno o non funzionano e per le quali cercare una soluzione, il joint development orienta piuttosto i soggetti nel senso di ricercare nuove idee finalizzate anzitutto alla crescita, allo sviluppo, alla realizzazione di nuove opportunità in riferimento al ruolo ricoperto dai soggetti stessi nonché esplicitamente all'organizzazione coinvolta dal progetto.[4]

### Altre varianti del fare formazione
- Coaching
- Mentoring
- Tutor d’aula